# Togo en los Juegos Olímpicos de Londres 2012
Togo estuvo representado en los Juegos Olímpicos de Londres 2012 por seis deportistas, cuatro hombres y dos mujeres, que compitieron en cinco deportes.
El portador de la bandera en la ceremonia de apertura fue el piragüista Benjamin Boukpeti. El equipo olímpico togolés no obtuvo ninguna medalla en estos Juegos.